# Simone Hankin
Simone Hankin, född 28 februari 1973 i Sydney, är en australisk vattenpolospelare. Hon deltog i den olympiska vattenpoloturneringen i Sydney som Australien vann. Hankin gjorde fyra mål i turneringen.